# Tricentrus xiphistes
Tricentrus xiphistes är en insektsart som beskrevs av Kato 1928. Tricentrus xiphistes ingår i släktet Tricentrus och familjen hornstritar. Inga underarter finns listade i Catalogue of Life.